# Mazahuapertha tolucana
Mazahuapertha tolucana är en skalbaggsart som beskrevs av Bates 1888. Mazahuapertha tolucana ingår i släktet Mazahuapertha och familjen Rutelidae. Inga underarter finns listade i Catalogue of Life.